# Hrant Šahinyan
Hrant Šahinyan (in armeno Հրանտ Շահինյան?, in russo Грант Амазаспович Шагинян?, Grant Amazaspovič Šaginjan; Gyulagarak, 30 luglio 1923 – Erevan, 23 maggio 1996) è stato un ginnasta sovietico di origini armene.
Specializzato negli anelli e nel cavallo con maniglie, è stato due volte campione olimpico, due volte campione del mondo  e sette volte campione sovietico.
Dal 1967 al 1969, ha diretto il Comitato Sportivo della Repubblica Sovietica dell'Armenia.

## Palmarès
- Olimpiadi - Helsinki 1952
  - Medaglia d'oro nel concorso generale a squadre
  - Medaglia d'oro agli anelli
  - Medaglia d'argento nel concorso completo individuale
  - Medaglia d'argento al cavallo con maniglie.
- Campionati del Mondo - Roma 1954
  - Medaglia d'oro al cavallo con maniglie
  - Medaglia d'oro nel concorso generale a squadre
  - Medaglia di bronzo nel concorso completo individuale.